# CODAD

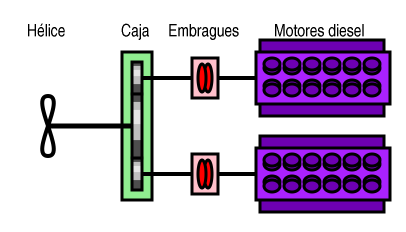
Esquema de un sistema de propulsión CODAD.

CODAD (COmbined Diesel And Diesel -- Combinado diésel y diésel) es un sistema de propulsión naval que utiliza dos motores diésel para sumunistrar potencia a un único árbol de hélice. Un sistema de transmisión y embragues permiten acoplar los motores indistinta o conjuntamente al árbol. 
Lo usan buques como las fragatas del Tipo 31.